# Eduard Soška

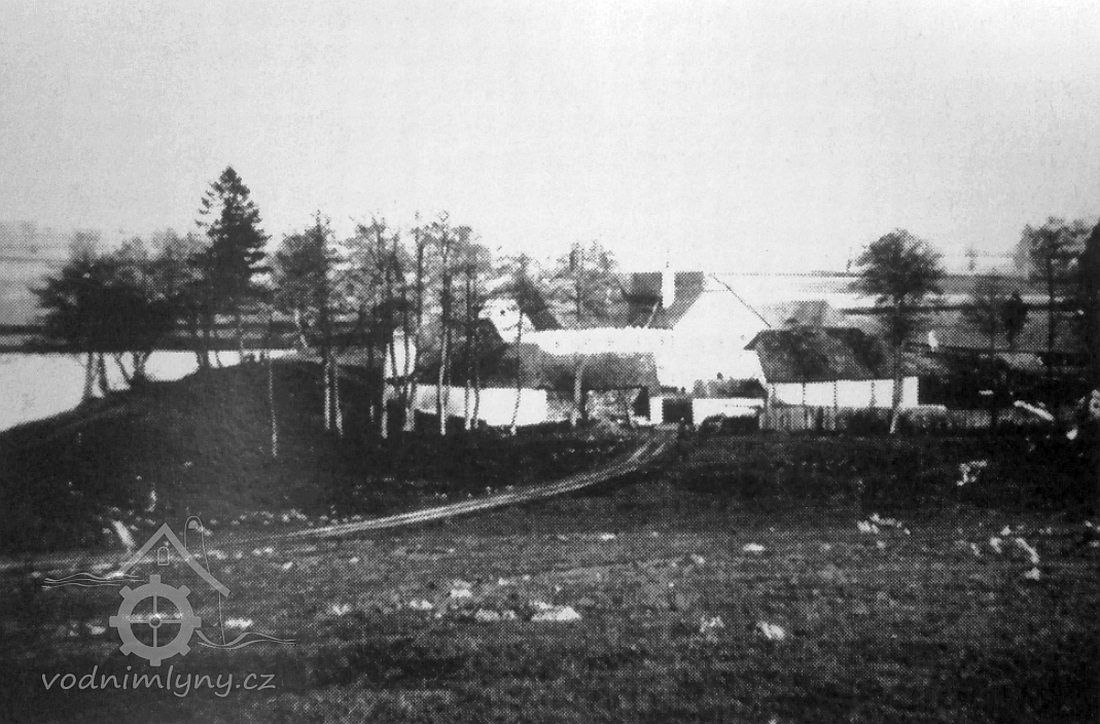
Tálský mlýn (foto rok 1895)

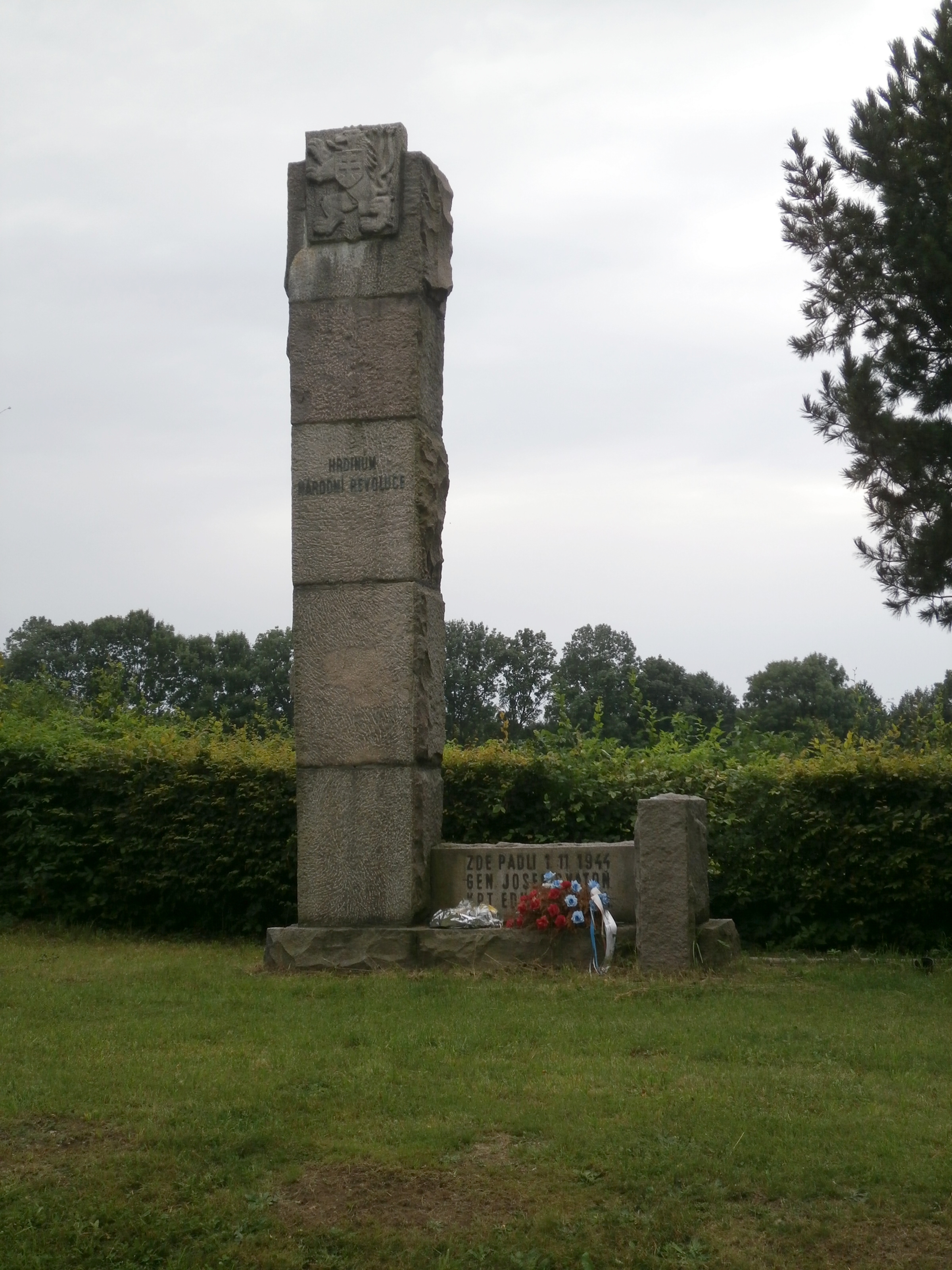
Pomník generála Josefa Svatoně a kapitána Eduarda Sošky

Eduard Soška (2. června 1913 Řečice nad Bobrůvkou – 1. listopadu 1944 Proseč-Paseky) byl za Protektorátu Čechy a Morava členem ilegální odbojové organizace Obrana národa (ON), Petičního výboru Věrni zůstaneme (PVVZ) a Rady tří (R3). Zemřel vlastní zbraní (společně s podplukovníkem Josefem Svatoněm) při úniku z obklíčení gestapem dne 1. listopadu 1944 v Pasekách u Proseče.

## Život
Eduard Soška pocházel ze samoty Tálský mlýn. Byl obchodníkem z Nového Města na Moravě a členem sokolské organizace.

### V odboji
Za protektorátu se Eduard Soška zapojil do práce v několika ilegálních odbojových organizacic: Obrana národa (ON)), Petiční výbor Věrni zůstaneme (PVVZ), Jaro respektive Rada tří (R3). V protiněmeckém odboji používal krycí jména „Eda“ nebo „Skřivánek“.
Když německé bezpečnostní složky rozbily místní ilegální odbojovou organizaci Obrana národa v Novém Městě na Moravě byl pověřen odbojář (správce hospodářského družstva) Bohuslav Sláma vybudováním nové odbojové sítě, která by působila v okolí Žďáru nad Sázavou. Prostřednictvím v odboji zapojeného Hynka Hájka z Nového Města na Moravě se Sláma seznámil s Eduardem Soškou.
Soška byl v té době významným spolupracovníkem odbojové organizace Petiční výbor Věrni zůstaneme (PVVZ), která měla regionální působiště v Novém Městě na Moravě a jeho okolí. Na Novoměstsku operovala tato organizace pod vedením prof. JUDr. Josefa Grňy a kapitána generálního štábu Karla Veselého-Stainera. Budování nové sítě ilegální organizace s působností v okolí Nového Města na Moravě začalo v prosinci 1941. S Bohuslavem Slámou spolupracovali (kromě Eduarda Sošky) i další odbojáři (obchodník Albert Sedlák, žďárský lékař MUDr. Alois Frendlovský, katolický farář z Bohdalova Josef Votava a další). Albert Sedlák spolu s MUDr. Aloisem Frendlovským také zastávali funkci spojek mezi organizací Rada tří a sovětskými partyzány na Žďársku.
V roce 1942 vznikla na teritoriu protektorátu odbojová organizace Rada tří (R3). V čele R3 stál divizní generál Vojtěch Luža. Asi 11 km jihozápadně od Žďáru nad Sázavou v Bohdalově se od roku 1944 začali často scházet vedoucí R3 mezi něž patřil generál Vojtěch Luža, kapitán generálního štábu Karel Veselý-Stainer, JUDr. Josef Grňa, Eduard Soška a další. Dne 21. května 1944 se podařilo radistovi rotnému Karlu Miemczykovi z paradesantního výsadku CALCIUM navázat ilegální radiové spojení s Londýnem. Radiová relace se uskutečnila z Nového Města na Moravě z domu Eduarda Sošky – tehdy významného příslušníka ilegální organizace Jaro. R3 se tak na počátku léta roku 1944 napojila na paradesantní skupinu CALCIUM. Eduard Soška se definitivně ponořil do ilegality 2. července 1944.
Když byl generál Vojtěch Luža dne 2. října 1944 zastřelen v obci Hřiště u Přibyslavi, byl podplukovník Josef Svatoň určen Grňou, aby ve vojenském vedení R3 (v celé oblasti Vysočiny) Lužu zastoupil. Svatoň ale velení R3 (svoji moc) převedl obratem na vojenský kolektivní výbor tvořený Karlem Veselým-Štainerem, podplukovníkem Josefem Robotkou a kapitánem Eduardem Soškou. Od roku 1944 zastával Soška funkci pobočníka podplukovníka (in memoriam generála) Josefa Svatoně.

### František Famfulík
Český protektorátní vrchní četnický strážmistr František Famfulík se prokazatelně podílel na zřizování úkrytů pro odbojáře z řad Obrany národa a tuto službu poskytl jak podplukovníku Josefu Svatoňovi, tak i jeho pobočníkovi kapitánu Eduardu Soškovi a to v době, kdy již gestapo znalo jejich totožnost. Oba jmenovaní byli napojeni na část londýnského odboje, oni a jejich odbojoví spolupracovníci operovali v oblasti s velmi nepřehledným terénem (kolem Nových Hradů a Proseče). Jedno z konspirativních setkání se uskutečnilo v hájovně Čeňka Dolečka nedaleko Brandýsa nad Orlicí a na samotném jeho zajištění se podílel i František Famfulík tím, že pro Josefa Svatoně a Eduarda Sošku zajistil padělané doklady totožnosti. Falešné doklady byly zhotoveny na oficiálních protektorátních tiskopisech a v případě kontroly v terénu (tedy mimo úřadovnu policie, četnictva nebo gestapa) se jevily jako plně dostačující.

### Soumrak
Na podzim 1944 se gestapu podařil průnik do ilegální sítě hasičských spolků a kruté výslechy zatčených osob poskytly německé státní tajné policii nové stopy. Rada tří využívala k úschově ilegální vysílačky Milada (a k dočasnému úkrytu svých členů) objekt v Proseči, kde bydleli manželé Hartmanovi. Ke konci října 1944 navštívil Hartmanovi jim neznámý muž (člen pardubického gestapa) Hubert Hanouske, znal odbojové tajné heslo („Pod dubem, za dubem“) a sháněl se po poštovním úředníkovi Janu Hartmanovi. Paní Hartmanová jej nasměrovala ke Křemenákům a Ehrenbergerům. U Křemenáků gestapo nenašlo ani Hartmana a ani Josefa Svatoše a proto pokračovalo dále na Paseky nad Prosečí k nadlesnímu Ehrenbergerovi, jehož hájenku obklíčilo 1. listopadu 1944 v 7.00 hodin ráno celkem osm mužů.

### V obklíčení
Gestapo vyzvalo hajného Ehrenbergera aby se vzdal (a otevřel) a do hájenky poslalo českého protektorátního četníka Protivínského. Ehrenberger po krátkém výslechu přiznal, že na půdě hájovny někoho ukrývá. Následoval výstup k půdě v pořadí Ehrenberger, Protivínský a člen gestapa. Na půdě panovala tma, okno vedoucí do zahrady bylo zatemněné. Když skupina dosáhla posledního schodu uskočil hajný stranou a vzápětí nato uslyšel dvojí cvaknutí kohoutku. Protivínský skočil ze schodů dolů a spolu s ním padal i člen gestapa. Svatoňovi nejspíše selhala pistole, ale v nastalém zmatku unikli spolu se Soškou oknem do zahrady a prchali úvozem pryč od hájenky. Německá obsluha kulometu na ně zahájila střelbu.

### Poslední minuty
Podplukovník Josef Svatoň byl zraněn a kapitán Eduard Soška, poté, co se mu podařilo dostat se mimo nebezpečný otevřený prostor, se pokusil pro Svatoně vrátit. Palba z kulometu zasáhla Sošku, který ve svízelné situaci spáchal sebevraždu vlastní zbraní. Těžce zraněný Svatoň se živý do rukou gestapa rovněž nedostal. Těla obou odbojářů nacisté převezli do pardubického krematoria, avšak tamní pracovníci popel hrdinů uchovali. V místě přestřelky byl (o rok později) vztyčen památník věnovaný oběma vůdcům partyzánského odboje proti nacistům. V jeho základech je uložen jejich popel.

Spolupracovníci v odboji
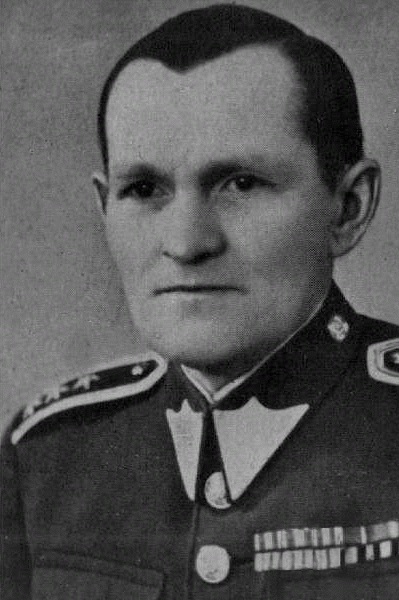
Podplukovník (in memoriam generál) Josef Svatoň (alias „Doubek“)
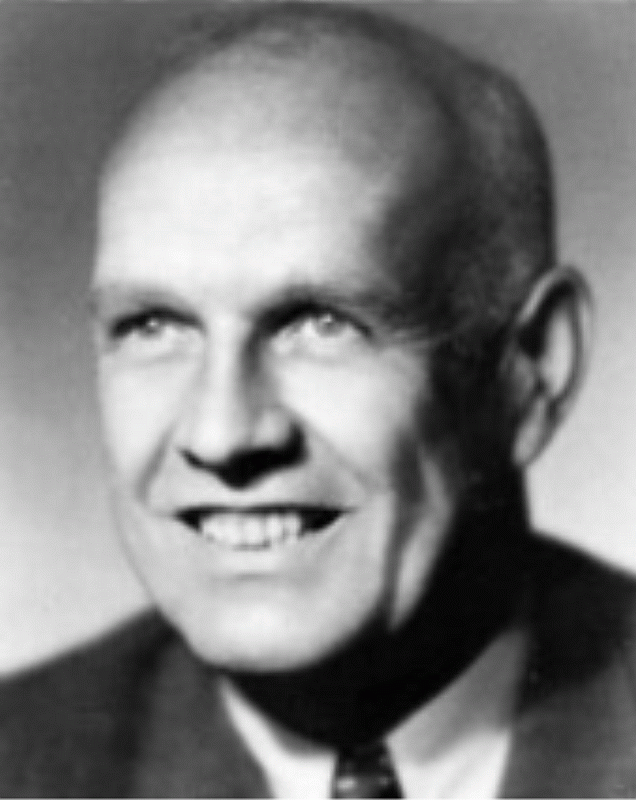
Profesor JUDr. Josef Grňa
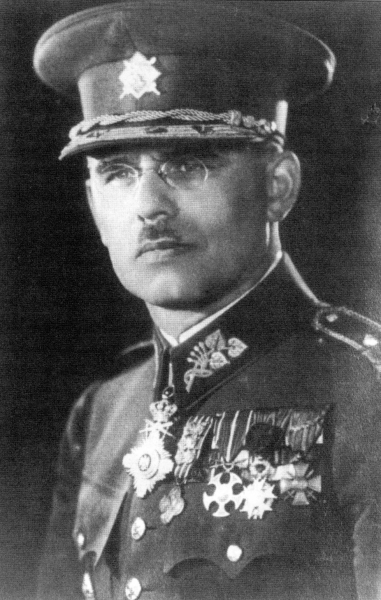
Generál Vojtěch Luža
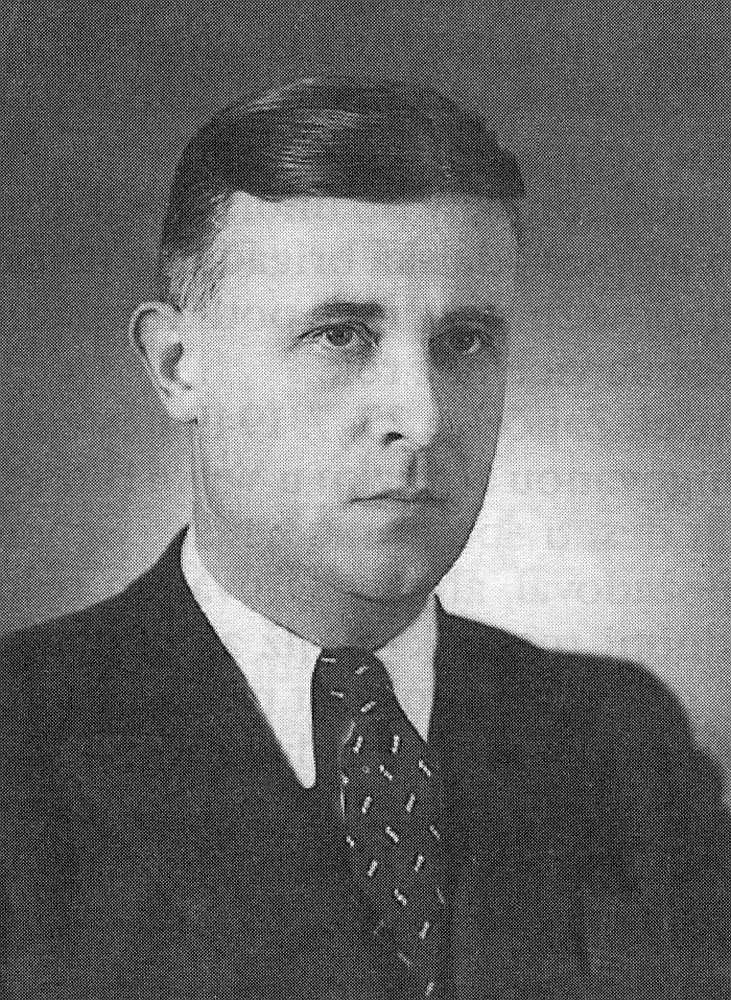
In memoriam generál Josef Robotka
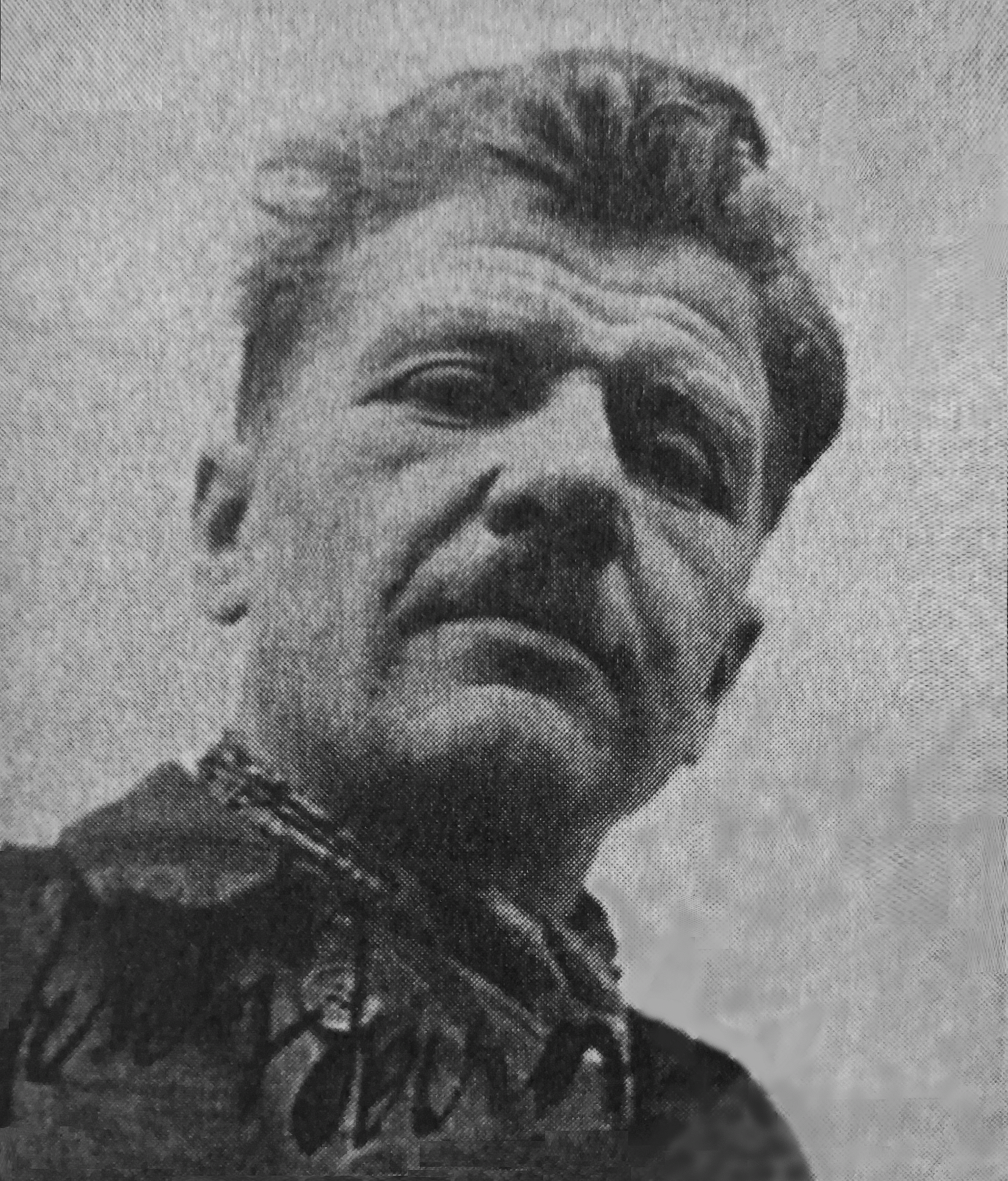
Kapitán generálního štábu Karel Veselý-Štainer
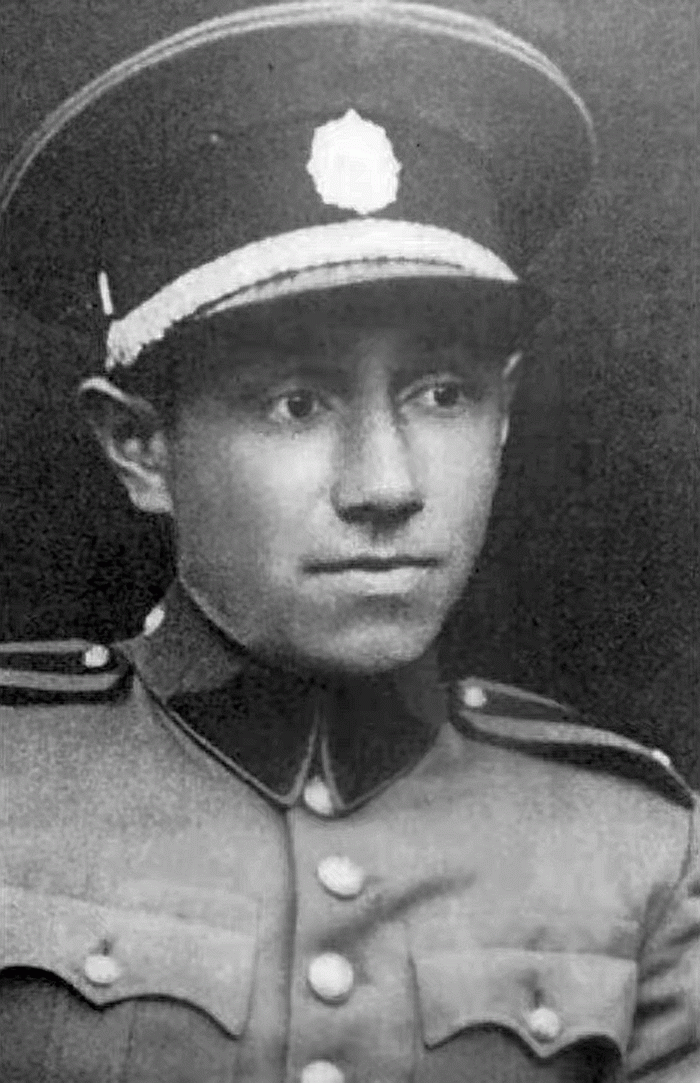
Vrchní četnický strážmistr František Famfulík
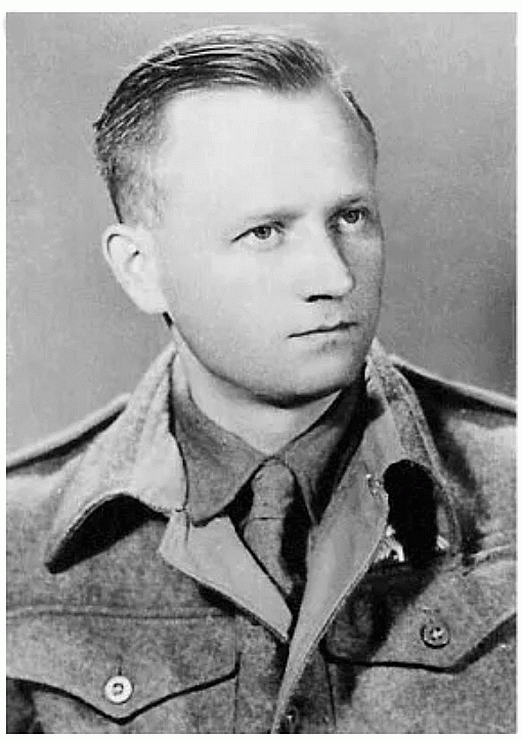
Radista rotný Karel Niemczyk (CALCIUM)

## Připomínka
V Proseči–Pasekách v místním parčíku generála Svatoně a kapitána Sošky u silnice číslo 357 vpravo u cesty (označen informační cedulí) se nachází osm metrů vysoký kamenná pomník Obětem 2. světové války respektive pomník věnovaný generálu Svatoňovi a kapitánu Soškovi. Autorem pomníku je architekt Jaroslav Mošek. Pomník byl slavnostně odhalen 1. listopadu 1945 (přesně rok po jejich smrti). V základech pomníku jsou uloženy urny s popelem obou jmenovaných odbojářů. Pomník připomíná místo, kde našli smrt oba vůdci partyzánského odboje proti nacistům. Na pomníku je nápis: HRDINŮM NÁRODNÍ REVOLUCE // ZDE PADLI 1.11.1944 / GEN. JOSEF SVATOŇ / KPT. EDUARD SOŠKA.